# Espinedo (Salas)
Espinedo (oficialmente en asturiano: Espinéu) es una aldea española de la parroquia de Villazón, perteneciente al municipio de Salas, en la comunidad autónoma de Asturias.

## Historia
Hacia mediados del siglo XIX, el lugar ya pertenecía a la parroquia de Villazón del municipio de Salas. Aparece descrito en el séptimo volumen del Diccionario geográfico-estadístico-histórico de España y sus posesiones de Ultramar de Pascual Madoz con las siguientes palabras:

ESPINEDO: l. en la prov. de Oviedo, ayunt. de Salas y felig. de Santiago de Villazon. (V.)
(Madoz, 1847, p. 572)

En 2023, la entidad singular de población de Espinedo tenía empadronados 17 habitantes, todos ellos en diseminado.